# Ievguenia Kouznetsova
Ievguenia Petrovna Kouznetsova , née le 18 décembre 1980 à Leningrad (RSFS de Russie), est une gymnaste artistique. Elle a évolué sous les couleurs de la Russie jusqu'en 2000, puis de la Bulgarie. 

## Palmarès

### Jeux olympiques
- Atlanta 1996
  -  médaille d'argent au concours par équipes

### Championnats du monde
- Lausanne 1997
  -  médaille d'argent au concours par équipes

- Tianjin 1999
  -  médaille d'argent au concours par équipes

### Championnats d'Europe
- Saint-Pétersbourg 1998
  -  médaille d'or à la poutre
  -  médaille d'argent au concours par équipes

- Paris 2000
  -  médaille d'or au concours par équipes